# 圣卡普赖
圣卡普赖（法語：Saint-Caprais，法語發音：[sɛ̃ kapʁɛ]）是法国谢尔省的一个市镇，位于该省中部偏西南，属于布尔日区。

## 地理
圣卡普赖（46°58'6"N, 2°17'36"E）面积14.42 平方千米，位于法国中央-卢瓦尔河谷大区谢尔省，该省份为法国中部省份，北起卢瓦雷省，西接卢瓦-谢尔省和安德尔省，南至克勒兹省，东南接阿列省，东临涅夫勒省。
与圣卡普赖接壤的市镇（或旧市镇、城区）包括：阿尔赛、拉庞、吕讷里、谢尔河畔圣弗洛朗、勒叙布德赖。

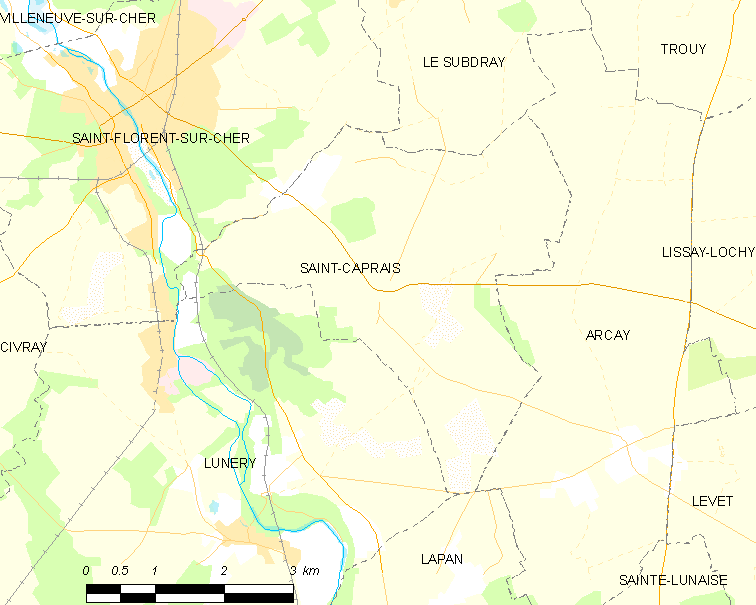
圣卡普赖的OSM定位图

圣卡普赖的时区为UTC+01:00、UTC+02:00（夏令时）。

## 行政
圣卡普赖的邮政编码为18400，INSEE市镇编码为18201。

## 政治
圣卡普赖所属的省级选区为特鲁伊县。

## 人口

1962-2008年间圣卡普赖人口变化图示

圣卡普赖于2022年1月1日时的人口数量为757人。